# Akiyoshi Yoshida
Akiyoshi Yoshida (født 8. september 1966) er en tidligere japansk fodboldspiller.
Han har spillet for flere forskellige klubber i sin karriere, herunder Nagoya Grampus Eight.